# Julie Carraz-Collin
Julie Carraz-Collin (* 25. August 1980) ist eine ehemalige französische Biathletin.
Julie Carraz startete 2001 erstmals in einem Europacuprennen in Ridnaun und wurde Elfte im Sprint. Ihr Debüt im Biathlon-Weltcup folgte 2002 in Östersund. Dort wurde sie 35. im Sprint. 2003 schaffte sie mit der Staffel, zu der neben ihr auch Sandrine Bailly, Sylvie Becaert und Corinne Niogret gehörten, mit einem dritten Platz in Oberhof ein sehr gutes Ergebnis. Zum Ende der Saison startete sie zeitweilig wieder im Europacup. In Gurnigel gewann sie den Sprint und die Verfolgung. Julie Carraz-Collin nahm an den Europameisterschaften 2003 in Forni Avoltri teil, ebenso an den kontinentalen Titelkämpfen drei Jahre später in Langdorf, wo sie Fünfte mit der Staffel wurde.
Im Europacup gewann Carraz vier Rennen, zehnmal konnte sie unter die besten Drei laufen.
2004 startete sie zum ersten und bislang einzigen Mal bei Biathlon-Weltmeisterschaften in Oberhof erreichte als 28. im Sprint ein erstes Mal ein Ergebnis unter den besten 30 und somit in den Punkterängen des Weltcups. Anschließend startete sie bei den Militärweltmeisterschaften und einen 15. Platz im Sprint und einen 16. Platz im Skilanglauf. Im Sommer trat sie bei den Weltmeisterschaften im Sommerbiathlon an, ohne jedoch einen vordere Platzierung zu erreichen. Ab der Saison 2004/05 wechselte sie vermehrt zwischen Welt- und Europacup. Zur Mitte der Saison 2006/07 wurde Carraz nach mehr als einem Jahr Weltcuppause wieder im Weltcup eingesetzt. Dreimal konnte sie nun in die Punkteränge laufen, bestes Ergebnis war ein 26. Rang im Einzel von Lahti. In den folgenden Wettkampfzeiten steigerte sich Julie Carraz-Collin kontinuierlich und konnte als 11. im Einzel von Pokljuka in der Saison 2009/2010 ihren größten Erfolg feiern. 

## Biathlon-Weltcup-Platzierungen
Die Tabelle zeigt alle Platzierungen (je nach Austragungsjahr einschließlich Olympische Spiele und Weltmeisterschaften).
- 1.–3. Platz: Anzahl der Podiumsplatzierungen
- Top 10: Anzahl der Platzierungen unter den ersten zehn (einschließlich Podium)
- Punkteränge: Anzahl der Platzierungen innerhalb der Punkteränge (einschließlich Podium und Top 10)
- Starts: Anzahl gelaufener Rennen in der jeweiligen Disziplin

| Platzierung                      | Einzel | Sprint | Verfolgung | Massenstart | Staffel | Gesamt |
| -------------------------------- | ------ | ------ | ---------- | ----------- | ------- | ------ |
| 1. Platz                         |        |        |            |             |         |        |
| 2. Platz                         |        |        |            |             | 2       | 2      |
| 3. Platz                         |        |        |            |             | 4       | 4      |
| Top 10                           |        |        |            |             | 11      | 11     |
| Punkteränge                      | 6      | 14     | 8          | 1           | 12      | 41     |
| Starts                           | 14     | 40     | 23         | 1           | 12      | 90     |
| Stand: nach der Saison 2009/2010 |        |        |            |             |         |        |

## Weblink
- Julie Carraz-Collin in der Datenbank der IBU (englisch)

| Personendaten    | Personendaten           |
| ---------------- | ----------------------- |
| NAME             | Carraz-Collin, Julie    |
| ALTERNATIVNAMEN  | Carraz, Julie           |
| KURZBESCHREIBUNG | französische Biathletin |
| GEBURTSDATUM     | 25. August 1980         |